# Tom Collins
Tom Collins, även John Collins, är en cocktail baserad på gin blandad med citronjuice, socker och sodavatten. International Bartenders Association har den som officiell cocktail under namnet John Collins. De menar att för att kallas Tom Collins måste den vara baserad på den sötare ginvarianten Old Tom.
Drinken har givit namn åt ett drinkglas, collinsglaset, som är högt, smalt och nästan cylindriskt. Det rymmer ungefär 35 centiliter och är smalare och högre än highballglaset.

## Etymologi
Det finns flera teorier till hur drinken fick namnet Tom Collins, respektive John Collins. Ginbaserade bål var populära i mitten av 1800-talet och enligt en tradition namngavs den först till John Collins efter barmästaren med samma namn på Limmer's Hotel and Coffee Shop i London, kanske redan på 1700-talet. Under amerikanska inbördeskriget dracks liknande ginbaserade drinkar och 1865 anges namnet John Collins på en drink i en kanadensisk publikation. I en receptbok från 1869 publicerades ett recept under namnet John Collins, i den användes Old Tom Gin som bas. Det internationella bartenderförbundet, International Bartenders Organisation, har därför valt låta John Collins vara det generiska namnet på drinken och Tom Collins samma drink när ginsorten specifikt är Old Tom Gin.
År 1874 spreds ett skämt i USA som kom att kallas The Great Tom Collins hoax of 1874, ungefär 1874 års stora Tom Collins-bluff. Skämtet spreds framförallt i delstaterna New York och Pennsylvania. Det gick ut på att starta en konversation med en person med frasen "Har du sett Tom Collins?". Det självklara svaret blev att personen inte känner någon Tom Collins varefter den som inledde sa att "Tom Collins känner dig" och att han pratat om personen med andra. Konversationsinledaren fortsatte sedan med att nämna att han sett Tom Collins i närheten på en bar eller liknande och försökte sedan hetsa personen mot den okände fiktive Tom Collins.
Det första receptet med namnet Tom Collins publicerades av bartendern Jerry Thomas, som kallats "amerikanska drinkblandarnas fader", i 1876 års upplaga avBar-Tender's Guide. Bluffen var då etablerad och allmänt välkänd och under längre tid hade flera förfrågningar gjorts om Tom Collins i barer.
I augusti 1891 skrev den brittiske läkaren Morell Mackenzie en artikel i en ansedd tidskrift att drinken var skapad och döpt i England. Det ifrågasattes av den engelska tidskriften Punch.
Enligt en annan berättelse placeras dryckens ursprung på hotellet Planters House Hotel i Saint Louis. Hotellet byggdes 1891 men det uppges att bartendern Harles Dietrich skapade drinken och namngav den efter en stamgäst.

## Ursprungsreceptet
När Jerry Thomas publicerade receptet i boken Jerry Thomas' Bar-Tender's Guide så var det som den tredje av tre varianter: Tom Collins Whiskey, Tom Collins Brandy och Tom Collins Gin. Samtliga tre har samma recept sånär som på spritsorten. Den whiskybaserade skulle serveras i ett lågt glas och de båda andra i ett högt. På amerikansk engelska kan gin även betyda genever och antagligen var det genever som avsågs i originalreceptet eftersom den var mycket vanligare än gin. Idag är Tom Collins synonymt med en ginbaserad drink.
Ursprungsreceptet innehöll förtjockad sockerlag istället för socker.

## Varianter på Tom Collins
Det finns flera varianter på en Tom Collins som dessutom har Collins i namnet. Dessa har antingen en annan spritdryck än gin, de andra ingredienserna utbytta men tillredda på liknande sätt eller har namnet som en hyllning och för att anknyta till ett redan populärt drinknamn:

### Varianter med ginen utbytt
- Brandy Collins – med konjak.
- Juan eller José Collins – med tequila.
- Jack Collins – med applejack.
- John Collins – med amerikansk whisky, John Collins är även IBA:s namn på en Tom Collins som använder annan gin än Old Tom gin.
- Michael Collins – med irländsk whisky, vilket gör den namne med den irländske revolutionären Michael Collins.
- Sandy Collins eller Jock Collins – med skotsk whisky.
- Ron Collins – med rom, "ron" är det spanska ordet för rom.
- Vodka Collins, Comrade Collins eller Ivan Collins – med vodka. Comrade är det engelska ordet för "Kamrat" och anspelar på Sovjetunionen.
- Russell Collins – med Jägermeister.
- Jallu Collins – med ädelbrännvin, en finsk variant.

### Andra varianter
- Crisp Collins – med citron-lime läsk istället för sodavatten.
- Denzel Collins – med Pepsi istället för sodavatten.
- Jake Collins – med ananasjuice istället för citronjuice och ett cocktailbär.
- Grand Orange Collins – med Grand Marnier och apelsinjuice och citronjuice.
- Sherron Collins – med apelsinjuice.
- Harry Collins – med whisky, ingefärsdricka och limejuice istället för sodavatten respektive citronjuice.